# 111街車站 (IRT法拉盛線)
111街車站（英語：111th Street station）是紐約地鐵IRT法拉盛線的一個慢車地鐵站，位於皇后區111街及羅斯福大道，設有7號線（任何時候停站）列車服務。

## 車站結構
| L3 快車軌道 | 尖峰特快           | 不停靠                                                      |
| L2 月台層   | 側式月台，右側開門 | 側式月台，右側開門                                          |
| L2 月台層   | 南行               | 往34街-哈德遜調車場（103街-可樂娜廣場）                     |
| L2 月台層   | 往車廠軌道         | 無服務                                                      |
| L2 月台層   | 往車廠軌道         | 無服務                                                      |
| L2 月台層   | 北行               | 往法拉盛-緬街（大都會-威利斯角） · 只限落客（部分尖峰時段） |
| L2 月台層   | 側式月台，右側開門 |                                                             |
| M           | 夾層               | 往出入口、車站詢問處、MetroCard自動售票機                   |
| G           | 街道               | 出入口                                                      |

此站設有兩個側式月台和五條軌道。快車軌道位於其他四條軌道的天橋上。兩條中央軌道不營運，而是通往可樂娜車廠的軌道，7號線列車的維修和儲車的位置。因此，來往車廠的列車往往以此站為總站。在19世紀和20世紀初在曼哈頓的IRT高架路線有許多設有天橋的快車軌道的車站。由於車廠軌道的存在，車站內和以北有較不尋常的配置。兩條軌道只在車站以北連接主線。北行軌道在車站以北上升，而快車軌道下降。配置軌道下沉而下跨北行軌道。南行軌道上升至三條軌道平行，繼續向北。

## 外部連結
- 111th Street entrance from Google Maps Street View（页面存档备份，存于）
- Platforms from Google Maps Street View （页面存档备份，存于）